# Friedrich von Scholl
Friedrich von Scholl (25 tháng 10 năm 1846 – 2 tháng 10 năm 1928) là một sĩ quan quân đội Phổ, được thăng đến cấp Thượng tướng và Tướng phụ tá của Đức hoàng Wilhelm II.
Ông khởi đầu sự nghiệp quân sự của mình bằng việc nhập ngũ trong Trung đoàn Thương kỵ binh Cận vệ số 1 ở Potsdam. Với quân hàm thiếu úy, ông đã tham chiến trong cuộc Chiến tranh Pháp-Đức (1870 – 1870). Về sau này, ông giữ chức vụ Tư lệnh của lực lượng Hiến binh Cận vệ và là Tướng phụ tá của Hoàng đế. Vào ngày 20 tháng 5 năm 1907, ông được phong tước hiệu danh dự à la suite của Trung đoàn Thương kỵ binh Cận vệ số 1 và được thăng cấp Thượng tướng vào ngày 16 tháng 6 năm 1913.